# Дзвонецький поріг
48°15′29″ пн. ш. 35°10′56″ сх. д. / 48.2581699° пн. ш. 35.1822782° сх. д.Дзвоне́цький порі́г, Дзвін-поріг, Звонецький поріг. — четвертий із дніпровських порогів, знаходився в 5,5 км від попереднього, Лоханського порогу. Поріг був лежав навпроти Звонецької балки по Дніпру.
Вище Звонецького порогу лежала Багатирська забора, а нижче за течією — Товчинська забора.
Довжина — 205 метрів. Довжина з правого берега — 187 метри, довжина з лівого берега — 219 метри. Падіння води — 1,55 метри. Мав судноплавний канал з накладного каменю у 215 метрів довжиною; фарватер річки вище порога був 2,7 метри, нижче — 3 метри..
Падав чотирма лавами — Плоською, Чорною, Глухою та Кобилиною. Мав канал з накладного каменю.
Нині поріг затоплений водами Дніпровського водосховища.

## Звонецьке займище
Шукаючи по Дніпру вільних угідь та безпечних осель, козаки коло 1545 року знайшли Дзвонецький поріг та зробили його своїм займищем. Через деякий час з козацького поселення створилось село Дзвонецьке (Звонецьке), яке існує й нині.
У 1737 році начальником січових церков ієромонахом Павлом Марковичем було споруджено капличку та в ній правили службу для козаків, які жили в Дзвонецькому урочищі, згодом було збудовано дерев'яну церкву.

## Донський козацький кіш Булавіна
Запорозька Січ дозволила Кіндрату Булавіну до весни 1708 року отаборитися навколо Кодака та приймати добровольців. Наприкінці 1707 року булавінське повстання спалахнуло з новою силою. Пізніше прихильники Булавіна на лівому березі Дніпра коло Звонецького порогу заснували кіш на зразок Січі. Саме звідси отаман Булавін відсилав свої універсали із закликами до повстання, що незабаром охопило Верхньоломовський і Нижньоломовський повіти Азовської губернії (сучасна Пензенська область), Південно-Східну та Слобідську Україну.